# Quae volumus et credimus libenter
 Quae volumus et credimus libenter лат.(изговор: кве волумус ет кредимус либентер) Што желимо (у то) радо и вјерујемо. ( Цезар)

## Поријекло изреке
Ово је изрекао у првом вијеку прије нове ере Гај Јулије Цезар, римски војсковођа, политичар и писац. .

## У нашем језику
„Баби се снило што јој мило“.

## Значење
Радо вјерујемо у оно у шта желимо да вјерујемо. (Такође једна од  човјекових одбрана).